# 姜拉布·纳兰查茨拉勒特
姜拉布·纳兰查茨拉勒特（1957年—2007年11月12日）蒙古族，蒙古乌兰巴托人，蒙古政治家。

## 生平
纳兰查茨拉勒特于1957年生于乌兰巴托。他是已婚人士，育有两个子女，能说流利的俄语和蒙古语。

### 早年生涯
他曾就读于白俄罗斯国立大学和俄罗斯莫斯科国立大学，学习土地利用总体规划，1981年毕业。然后，他在莫斯科国立大学继续其研究，1990年获得地理学博士学位。后来，他参观了印度的一家研究所，并参加了日本和韩国的城市建设和经济发展课程。
从莫斯科回国后，他曾在土地管理研究所担任工程师和行政人员。从1989年到1991年，他是科学家，并担任蒙古人民共和国环境部土地政策研究所的部门负责人。此后，他在乌兰巴托市政府城市设计和规划办公室担任专家和部门负责人。

### 政治生涯
1996年，他当选为乌兰巴托市市长。在该位置上他工作得很成功，遂于1998年12月被任命为蒙古国总理。8个月后他被迫辞职，因为他就蒙古 - 俄罗斯铜 - 钼选矿设备给俄罗斯联邦第一副总理發了一封引起争议的信。

### 最后岁月
从1999年到2000年，他在蒙古国立大学担任讲师和客座教授，教地理和土地管理。在2000年的选举中，他赢得了国家大呼拉尔的一个议席。从2006年直到逝世，他担任国家大呼拉尔常设委员会的成员。
2006年1月，他和蒙古人民革命党党员们一起投了自己所在的民主党组成的联合政府的反对票。他这样做未顾及民主党指导委员会禁止投票反对自己的联合政府的决定。因此，民主党的主法律委员会在2月取消了其党员资格。自2004年起，他还担任过负责基础设施的国家大呼拉尔常设委员会主席、蒙古国建筑和城市发展部部长。2007年11月12日，在参加完一个青年论坛之后，从中戈壁省回乌兰巴托途中，纳兰查茨拉勒特死于公路交通事故。